# Die Bibel – Esther
Die Bibel – Esther ist ein Fernsehfilm, der das Leben von Königin Ester erzählt. Auch ist diese Bibeladaption eine der seltenen, bei der eine Frau Hauptakteur ist.

## Handlung
Der Film folgt der biblischen Erzählung im gleichnamigen Buch:
Die junge Jüdin Hadassa lebt zusammen mit ihrem Onkel Mordechai im Exil in Susa in Persien, das von Xerxes I. regiert, einem melancholischen König, der seine Frau, Königin Waschti, verstößt, als diese eines Tages seinem Befehl nicht gehorcht. Doch er vermisst sie bald darauf. Weil ein königlicher Erlass, mit einem solchen auch der Verstoß Waschtis legitimiert wurde, niemals zurückgenommen werden darf, lässt der König auf Ratschlag seiner Berater junge Frauen aus allen Teilen des Königreiches zu sich an den Hof verschleppen. So gelangt auch die Waise Hadassa an den Königshof, die sich auf Rat von Mordechai von nun an Esther nennt, damit ihre jüdische Herkunft geheim bleibt. Er selbst nimmt eine Stelle nahe am Palast an, um in der Nähe von Esther zu sein.
Esther gefällt dem König so gut, dass er sie bald darauf heiratet. Ein Mordanschlag auf den König durch zwei Leibwächter wird durch die Aufmerksamkeit Mordechais vereitelt, der Esther und diese den König informiert. Doch weil Mordechai sich nicht vor Haman, dem königlichen Berater, der sich auf die Stelle des Großkämmerers gekauft und gemordet hat, verneigt, plant dieser, die Juden überall im Reich auszurotten. Er erlangt die Vollmacht des Königs und erlässt ein Gesetz, dass am durch Los bestimmten 13. Adar alle Juden getötet werden dürfen. Mordechai kann Esther darüber informieren, die es daraufhin wagt, gegen die Gesetze ungerufen zum König zu gehen.
Nachdem Haman eine große Schmach erlitten hat, als er auf Wunsch des Königs Mordechai zum Dank für seine Verdienste ehren musste, wird Xerxes mit Haman zum Gastmahl bei Esther eingeladen. Esther eröffnet ihrem Mann, dass sie und ihr Volk in Kürze getötet werden dürfen. Haman wird für seine Heimtücke am von ihm für Mordechai errichteten Galgen gehängt.
Mordechai, der neue Großkämmerer, und Esther können durch ein weiteres Gesetz, dass sich die Juden am 13. Adar wehren dürfen, den Verlust an Menschen in Grenzen halten. Xerxes sagt zu Esther, er liebe sie und sie sei gleichberechtigt an seiner Seite. Königin Esther erlässt nun einen Gedenktag – Purim, das Schicksalsfest – für die Juden: Am 14. und 15. Adar sollen sie sich erinnern, dass ihr Schicksal gewendet wurde. Die jüdische Bevölkerung bleibt teils in Persien, teils kehrt sie in ihr Heimatland zurück.

## Hintergrund
Der Film markiert das Regiedebüt von Kameramann Raffaele Mertes und wurde in Marokko gedreht. Die Froduktion von Lux Vide, TaurusFilm und Quinta fand in Zusammenarbeit mit den Fernsehsendern Rai Uno, France 2, Antena 3, ARD, MTM, Czech TV, NCRV und BSkyB statt.
Das Ziel der Autoren war es, zu vermitteln, dass Frauen durchaus Hauptrollen in Bibelfilmen übernehmen können.
Ein geschickter Trick ist es, die Propheten Esra und Nehemia in die Geschichte einfließen zu lassen, obwohl es unwahrscheinlich ist, dass sie zur Zeit der Esther gelebt haben, geschweige denn, Mordechai gekannt.

## Kritik
„Farbenprächtige, um literarische Genauigkeit bemühte Adaption mit internationaler Starbesetzung, die den legendenhaften Charakter der biblischen Vorlage zugunsten parabelhafter Züge abschwächt und ironische Zwischentöne zum Klingen bringt.“

„Auch bei diesem Film der Reihe ist die Optik das größte Plus: Aufwändige, im Maßstab 1:1 errichtete, sehr ästhetische und realistische Kulissen stellen die antike Stadt Susa dar und führen dem Zuschauer eindrucksvoll die ganze Pracht des alten Persien vor Augen – eingefangen von einer wirklich schönen Kamera-Arbeit. Raffaele Mertes hat ein Händchen für kleine, lebendige und unterhaltsame Alltagsszenen, die den Film ungemein bereichern – der mit 90 Minuten auch genau die richtige Länge hat, um noch kurzweilig zu sein (…)“

## Synchronisation
Die deutschsprachige Synchronisation entstand bei der JohannisthalSynchron nach einem Dialogbuch von Klaus E. Laurien, der auch die Dialogregie übernahm.
- Esther: Andreschka Großmann
- Mordechai: Walter Niklaus
- Haman: Jürgen Prochnow
- König Xerxes: Thomas Kretschmann
- Königin Waschti: Evelyn Maron
- Esra: Till Hagen
- Harbona: Victor Deiß
- Memuchan: Dieter Bellmann
- Hegai: Roland Hemmo
- Maimuna: Gabriele Streichhahn
- Hatach: Gerd Grasse
- Nehemia: Alexander Doering
- Bigtan: Klaus Lochthove